# Хугерсхоф, Райнхард
Карл Райнхард Хугерсхоф (нем. Carl Reinhard Hugershoff; 5 октября 1882, Лойбниц — 24 января 1941, Дрезден) — немецкий геодезист, профессор Технического университета Дрездена; член НСДАП (с 1930).

## Биография
Семья Хугерсхофа была родом из юго-западной Саксонии: мать Карла Райнхарда была дочерью старшего кондуктора, а дедушка по отцовской линии был дирижером в Хемнице и Цвиккау. Благодаря работе отца Карла, Альбина Хуггерсхофа (1855—1910), который был мастером на военном заводе семья приехала в саксонскую столицу. После окончания дрезденской школы «Dreikönigschule», Карл Райнхард с 1903 по 1906 год изучал геодезию в Техническом университете Дрездена; в 1907 году он стал кандидатом наук. После этого Хугерсхоф принял участие во второй экспедиции Лео Фробениуса по внутренним районам Африки, проходившей с 1907 по 1909 год: был ответственным за составление маршрута, а также — за астрономические и гидрографические наблюдения.
С 1910 года 1910 Карл Хугерсхоф преподавал математику, геодезию, метеорологию и фотограмметрию в Лесотехнической академии в Тарандте и Дрезденском университете; затем он стал приват-доцентом, а в 1911 году — экстраординарным профессором. В годы Первой мировой войны он занимался вопросами идентификации целей и обработки фотографических изображений. В 1931 году Хугерсхоф получил в Дрездене позицию полного профессора; с 1931 же года он являлся и научным сотрудником компании «Carl Zeiss».
Карл Хугерсхоф состоял в НСДАП с 1930 года; 11 ноября 1933 года он был среди более 900 ученых и преподавателей немецких университетов и вузов, подписавших «Заявление профессоров о поддержке Адольфа Гитлера и национал-социалистического государства». Хугерсхофу принадлежит авторства целого ряда приспособлении и методов фотографии и геодезии, применявшихся как во время Второй мировой войны, так и после нее.

## Память
В честь Хугерсхофа в Антарктиде названа бухта Хугерсхофа.

## Работы
- Grundlagen der Photogrammetrie aus Luftfahrzeugen, 1919.
- Tierkundliche Anwendungen der Nahbildmessung und ihre Ausgestaltung, 1938.